# Bepi Vigna
Giuseppe Vigna, detto Bepi (Baunei, 24 luglio 1957), è un fumettista, scrittore e regista italiano.

## Biografia
Laureato in giurisprudenza con una tesi sulla pubblicità commerciale, ha esercitato per oltre un lustro la professione di avvocato. Appassionato di cinema e fumetti, nel 1982 ha fondato a Cagliari il gruppo Bande Dessinée, del quale facevano parte anche Antonio Serra e Michele Medda. I tre hanno iniziato a scrivere insieme sceneggiature per Sergio Bonelli Editore e, nel 1989, hanno proposto una nuova serie: Nathan Never, pubblicata mensilmente a partire dal giugno del 1991. Qualche anno dopo hanno dato vita anche a Legs Weaver, una serie uscita in edicola fino al novembre 2005. Attualmente Nathan Never è uno dei fumetti più popolari in Italia, ed è pubblicato anche in molti paesi stranieri.
Nel 1990 L'Unione Sarda ha pubblicato il libro Luoghi ed esseri fantastici della Sardegna, scritto a quattro mani con Giampiera Caprolu.
Nel 1993 Vigna ha fondato a Cagliari una Scuola di Fumetto, la prima in Sardegna, che opera nell'ambito del Centro Internazionale del Fumetto, da lui diretto. Oltre alle storie a fumetti ha pubblicato numerosi saggi sui comics, sul cinema e sulle tradizioni popolari, racconti e romanzi (L'estate dei dischi volanti, nel 1997, La pietra antica, nel 1999, Niccolai in Mondovisione, nel 2006, Si è fatto tardi, nel 2008). Sin da ragazzo sviluppa la passione per il giornalismo, collaborando come critico per numerose testate periodiche ed emittenti televisive sarde e in pubblicità. Inarrestabile nel lavoro e nella sperimentazione, nel 2006 è direttore della rivista Backgroiùund (rivista sarda del fumetto e dell'illustrazione) e della rivista di cinema Teorema. È stato un pioniere dell'editoria a fumetti nel web, ha realizzato co-fondando la casa editrice per fumetti online Hybris Comics. In campo cinematografico ha diretto diversi cortometraggi e documentari, alcuni premiati in vari festival. È sposato con l'avvocato Olivia Olla, alla quale è ispirato il personaggio dell'avvocato Olivia Olling, che appare nelle avventure di Nathan Never.

## Opere

### Pubblicazioni a fumetti
- 1982-1987: brevi storie a fumetti realizzate in collaborazione con il disegnatore Pier Luigi Murgia apparse sul quotidiano La Nuova Sardegna e su periodici e riviste sarde (Trovotutto, Thelema, HorrorMetazine, Quadrifoglio);
- dal 1986: soggetti e sceneggiature per Dylan Dog, Zagor, Nick Raider, Zona X della Sergio Bonelli Editore;
- 1991: creazione (con Michele Medda e Antonio Serra) della serie Nathan Never pubblicata mensilmente dalla Sergio Bonelli Editore;
- dal 1991 ad oggi: realizzazione di numerose sceneggiature di Nathan Never, sia per la serie mensile che per Almanacco della Fantascienza, Nathan Never Speciale, Agenzia Alfa, Nathan Never Gigante;
- 1991: Nathan Never il Numero zero sceneggiatura e soggetto con Medda e Serra, disegni di Roberto De Angelis (ed. Alessandro Distribuzioni);
- 1993-1995: Luna, Talia e Terra (tre storie a colori pubblicate a puntate sulla rivista Comic Art e poi raccolte in due volumi);
- dal 1995 serie Legs Weaver pubblicata mensilmente dal 1995 al 2004. dalla Sergio Bonelli Editore: creazione della serie e varie sceneggiature e soggetti;
- 1999: per la Disney Italia: soggetto e sceneggiatura per un'avventura di Topolino ambientata in Sardegna (Indiana Pipps e il mistero della memoria scomparsa);
- 1997: Nathan Never - I killer del futuro, Mondadori, Oscar Bestseller.
- dal 2001: Asteroide Argo (dieci volumi dal 2001 al 2010) per Sergio Bonelli Editore;
- 2002: Moby Dick riduzione e sceneggiatura da Melville (disegni Graziano Origa, pubblicata a puntate sulla rivista Fumetti d'Italia);
- 2004: La vita di Nedo Hermill (disegni di Otto Gabos), apparsa sulla rivista Orme n. 2;
- 2005: Gli amanti di Alphaville (sceneggiatura incompiuta) disegni di Nicola Mari e altri, pubblicata sul sito Hybriscomics.com;
- 2006: Bollicine (disegni di Stefania Costa) strisce umoristiche pubblicate sulla rivista Ciminiera (2004 –2005) e poi edite in volume da Edizioni Thaphros di Olbia[4];
- 2007: Da vent'anni (disegni Otto Gabos), graphic novel realizzata in occasione del ventennale del festival Calagonone Jazz;
- 2008: Archilandia (disegni di Stefania Costa), sceneggiatura a fumetti di 36 pagine realizzata in collaborazione con i ragazzi partecipanti al Laboratorio di Fumetto (ed. Taphros, 2008)
- 2010: Luigi Motta (disegni di Davide Osenda), racconto pubblicato nel volume Los Olvidados, edito a cura della Pepsi Cola in occasione del festival letterario La Semana Negra (Gjión, Spagna),
- 2012-2013: Storia della Sardegna a Fumetti (dieci episodi e cura della collana) Edizioni L'Unione Sarda;
- 2012: Nausicaa l'altra Odissea (disegni di Andrea Serio), caronato 48 pagine, Vittorio Pavesio Editore;[5]
- 2013: Pinelli e Calabresi, la storia sbagliata (disegni Mattia Surroz), graphic novel 001 Edizioni[6],
- 2013: Reuben il collezionista (disegni De Luca), edizioni Mad for Comics;
- 2014: Linee di sangue (due episodi, disegni di Gildo Atzori e Daniele Serra), Centro Internazionale del Fumetto;
- 2016: Dimonios, la leggenda della Brigata Sassari (disegni di Gildo Atzori), Grafiche Ghiani;
- 2016, Nathan Never - Visioni di un futuro remoto (disegni di N. MAri e G. Bonazzi) Sergio Bonelli Editore;
- 2017: I custodi del golfo (disegni di Stefania Costa), Centro Internazionale del Fumetto;
- 2017: L'uomo che sognava gli struzzi (illustrazioni di GioMo), Grafica 77;
- 2019: Nathan Never - Stazione Spaziale Internazionale (disegni di Sergio Giardo) Sergio Bonelli Editore;
- 2019 Il mostro del Tamigi. L'Ispettore Cocke (disegni Dino Battaglia e Corrado Roi) Edizioni d'Arte Lo Scarabeo;
- 2019 Un viaggio lungo cent'anni - La storia del Cagliari Calcio a Fumetti (disegni Andrea Buong), edizioni SoSor;
- 2019 Nathan Never - L'ultima onda (disegni N. Mari), Sergio Bonelli Editore;
- 2020: Nathan Never - Destinazione Luna (disegni S. Giardo), Sergio Bonelli Editore;

### Pubblicità
- pubblicità televisiva per la Emmemlle Studio in qualità di scenografo, copywriter, cameraman, aiuto regista;
- vari spot pubblicitari per Karel Produzioni Audiovisive, in qualità di regista e copywriter;
- regie di cortometraggi pubblicitari per la SEPT Italia;

### Opere audiovisive
- Giorni d'estate, 1997 (R: Giacomo Gatti), sceneggiatura;
- Nero d'Aprile, 1997 (R: Michele Salimbeni), produzione esecutiva e coll. alla sceneggiatura;
- Roxy Bar, 1998, regia e sceneggiatura (premio del pubblico nella sezione “Cinema sardo”, Nuoro 2008);
- Kyrie Eleison (Fillepreri), 1999, regia e sceneggiatura; premio del Pubblico alla Rassegna del Cinema Indipendente di Nuoro, agosto 2008;
- Alla scoperta dell'Egitto, aprile 2001 (documentario sull'Egitto prodotto dai Tour Operators che operano in Medio Oriente);
- La vita del portiere, 2001, regia e sceneggiatura (menzione speciale al festival “Cagliari in Corto” 2003);
- Dal mare e dal cielo, 2003, regia e sceneggiatura (documentario sugli anni della guerra in un piccolo paese della Sardegna);
- Gal Barbagia e Mandrolisai - Il sistema produttivo locale e i prodotti tipici, 2007, sceneggiatura e testi (documentario sulle attività produttive e artigianali nella Sardegna Centrale
- Sa Regula, 2006 (R: Simone Contu) coll. alla sceneggiatura;
- Con Hugo Pratt sulle rotte di Corto Maltese (speciale in quattro puntate realizzato per RaiSat, andato in onda sulla rete Rai Gulp nell'autunno 2007); LOL in onda sul canale satellitare Rai Gulp (2007-2008).
- La loro Guerra, 2008, riprese, regia, sceneggiatura (documentario – intervista a due ex prigionieri di guerra); Progetto Sardegna per il Benin, 2009, regia, testi (documentario girato in Africa per la Rotary Foundation);
- Treulababbu, 2009 (R: Simone Contu), soggetto e sceneggiatura;
- Agricoltura e sviluppo a Tortolì, 2009, regia e testi (documentario commissionato dal Comune di Tortolì);
- Atteros, 2010, regia e testi (documentario sull'immigrazione extracomunitaria in Italia, prodotto da Karel e realizzato in collaborazione con la Caritas);
- La Zattera, 2011, programma Radio per Radiorai Sardegna (coautore e coconduzione con Pier Francesco Loche);
- Alta Ogliastra tra Storia e mito, 2014, documentario, regia e testi;
- Nausicaa l'altra Odissea, 2017, film d'animazione, soggetto, sceneggiatura e regia, prod. Zena film.

### Testi teatrali
- Intervista a Ziu Paddori (Compagnia Figli d'Arte Medas, rappresentato a Cagliari, Cento di Arte e Cultura Exma');
- Niccolai in Mondovisione (monologo per l'attore Gian Luca Medas, rappresentato in varie località sarde);
- Lezioni di Piano, riduzione teatrale dall'omonimo film di J. Champion (Compagnia Figli d'Arte Medas, rappresentato per la prima volta a Quartu Sant'Elena, Teatro via Ariosto, nell'ambito della rassegna Famiglie d'Arte 2003);
- La vita di ziu Antoni (monologo per l'attrice Susanna Fende, adattamento del racconto omonimo rappresentato nell'ambito del “Festival di Asuni” 2004);
- Sardi (monologo per l'attrice Susanna Fende, rappresentato in varie occasioni a Cagliari e in altre località della Sardegna, nel corso del 2004 e del 2005; Nel 2017 poi portato in scena da Fabrizio Passerotti, attore della compagnia teatrale I Girasogni, in una tournée di 18 date sparse per tutto il territorio nazionale);
- Pierino e il Lupo, in collaborazione con Pier Francesco Loche (rielaborazione della fiaba di Prokof'ev, rappresentata al Teatro Civico di Cagliari, con P.F. Loche e l'orchestra del Conservatorio Statale Pier Luigi da Palestrina di Cagliari, 2005);
- Il Paradiso (monologo per l'attrice Susanna Fenude, adattamento del racconto omonimo di B.Vigna, rappresentato nell'ambito del “Festival di Asuni” 2005);
- Radio Lombardo Veneto International, messo in scena al Piccolo Teatro di Milano nel marzo 2006 (regia Fabrizio Parenti, prod. Outis);
- Matrimoni, messo in scena al Super Studio Più di Milano dal 2 al 5 giugno 2007, (regia di Juan Diego Puerta López, prod. Outis);
- Processo ad Angelo Uras (da Giuseppe Dessì, con G. Marilotti e G.L. Medas, collaborazione alla riduzione teatrale), rappresentato in varie piazze della Sardegna (Cagliari, Villacidro, Calasetta, Selargius, Talana) nell'estate del 2007 e al teatro di Ferrara nel marzo 2010 (Compagnia Figli d'Arte Medas);
- L'uomo che sognava gli struzzi, rappresentato in varie piazze della Sardegna (Tortolì, Ilbono, Villagrande, Selargius, Mogoro, Santa Maria Navarrese), nell'estate nell'autunno del 2009;
- Per prevenire… usiamo la testa, (testi e regia) spettacolo realizzato per l'INAIL Direzione regionale della Sardegna e rappresentato in varie scuole medie di Cagliari nel 2010.
- Maria di Eltili (rappresentato in varie piazze italiane e a Sofia presso l'istituto italiano di cultura), Compagnia il Crogiuolo;
- Storia della Sardegna dei sardi;
- Il mistero del Santo Crocifisso (2018, prod. Il Crogiuolo).
- L'Uomo che Sognava gli Struzzi (2018 prod. I Girasogni).
- Samuele su Bandiu (2019 prod. I Girasogni).
- Maria del Mare (2020, prod. Teatro di Sardegna).
- Niccolai in Mondovisione (2021, prod. I Girasogni).

### Romanzi e racconti
- La pietra antica (Condaghes, 1999)[7]
- Niccolai in mondovisione e altri racconti (Zonza editori, 2008)[8]
- L'estate dei dischi volanti (Condaghes, 1997/ Condaghes 2012)[9]
- Si è fatto tardi (Aìsara 2008)
- Un lento battello per la Cina (Edizioni 1001notte, 2018)
- Meadow City (Edizioni Resh Stories, 2019)

### Saggi
- The ranown cycle: Il west secondo Budd Boetticher (Zanette Edizioni, 2025)
- Comics in Ellas (Tàphros, 2008)[10]
- Nuvole Balcaniche (Taphros, 2009)
- Parole in nuvole. Da Pier Lambicchi a Tex e Nathan Never, storia del fumetto in Sardegna (Demos, 2003)[11]
- Sardi. Guida ai migliori difetti e alle peggiori virtù (con G. Liori, Sonda 2004)[12]
- Il fumetto Franco-belga (Comic Art, 1997)
- Fumetti nel Medio Oriente arabo (Tàphros, 2009)
- Ebrew comics (Taphros, 2010)
- Fumetti nel Maghreb (Taphros 2013)
- Libro di storia recente. L'Italia della prima repubblica (CUEC, 2006)
- Il popolo delle leggende. Dizionario delle creature e dei personaggi della tradizione popolare sarda (Condaghes, 2011)
- La storia delle storie. Viaggio nei segreti della narrazione (Arkadia, 2013)[13]
- Baunei e Santa Maria Navarrese. Storia di una Comunità (Taphros, 2013)
- Il fumetto italiano dagli anni Trenta al boom economico (in R. Colonna (a cura di), Il fumetto italiano. Saggi e interviste, in Pagine Inattuali, Edizioni Arcoiris: Salerno, 2017, ISBN 978-88-99877-12-5.
- L'evoluzione del Superuomo nel villaggio globale, (in AA.VV. Il viaggio del Supereroe, Edizioni Resh Stories, 2021).

## Riconoscimenti
- Premio Italia per la Fantascienza (1996)
- Premio Yellow Kid al Salone Internazionale dei Comics (1997)
- Premio ANAFI come miglior sceneggiatore (2017)
- Targa d'argento al Costa Rossa Festival delle Arti (2023)